# Серотоніновий синдром
Серотоніновий синдром (СС) — група симптомів, які можуть виникати при прийомі деяких серотонінергічних препаратів або ліків. Ступінь вираженості симптомів може варіюватися від легкої до важкої, включаючи потенційну можливість смерті. Симптоми в легких випадках включають високий кров'яний тиск і прискорене серцебиття; зазвичай без підвищення температури. Симптоми в помірних випадках включають високу температуру тіла, збудження, підвищені рефлекси, тремор, пітливість, розширені зіниці і діарею. У важких випадках температура тіла може підвищитися до 41,1 °C (106,0 °F). Ускладнення можуть включати судоми і велике руйнування м'язів.
Серотоніновий синдром зазвичай викликається застосуванням двох або більше серотонінергічних ліків або препаратів. Це може включати селективний інгібітор зворотного захоплення серотоніну (SSRI), інгібітор зворотного захоплення серотоніну-норадреналіну (SNRI), інгібітор моноаміноксидази (MAOI), трициклічні антидепресанти (TCA), амфетаміни, петидин (меперидин), трамадол, декстрометорфан, буспірон, L-триптофан, 5-HTP, звіробій, триптани, екстазі (MDMA), метоклопрамід або кокаїн. Він виникає приблизно в 15 % випадків передозування SSRI. Це передбачає наслідок надлишку серотоніну в центральній нервовій системі (ЦНС). Початок симптомів зазвичай відбувається протягом одного дня після надлишку серотоніну.
Діагноз ставиться на підставі симптомів і історії прийому ліків. Необхідно виключити інші стани, які можуть викликати схожі симптоми, такі як нейролептичний злоякісний синдром, злоякісна гіпертермія, антихолінергічна токсичність, тепловий удар і менінгіт. Ніякі лабораторні дослідження не можуть підтвердити діагноз.
Первісне лікування полягає в припиненні прийому ліків, які можуть сприяти цьому. У збуджених людей можна використовувати бензодіазепіни. Якщо цього недостатньо, можна використовувати антагоніст серотоніну, наприклад, ципрогептадин. У людей з високою температурою тіла можуть знадобитися активні заходи охолодження. Кількість випадків серотонінового синдрому, що відбуваються щороку, невідомо. При належному лікуванні ризик смерті становить менше одного відсотка. Гучний випадок з Ліббі Зайон, яка, на загальну думку, померла від серотонінового синдрому, привів до змін в системі вищої медичної освіти в штаті Нью-Йорк.

## Ознаки та симптоми
Симптоми зазвичай проявляються швидко, часто протягом декількох хвилин після підвищення рівня серотоніну. Серотоніновий синдром охоплює широкий спектр клінічних проявів. Легкі симптоми можуть включати в себе прискорене серцебиття, тремтіння, пітливість, розширені зіниці, міоклонус (періодичні посмикування або посмикування), а також надмірну реакцію рефлексів. Однак багато які з цих симптомів можуть бути побічними ефектами препарату або лікарської взаємодії, що викликає підвищений рівень серотоніну, а не ефектом самого підвищеного серотоніну. Тремор — поширений побічний ефект дії MDMA на дофамін, в той час як гіперрефлексія є симптомом впливу агоністів серотоніну. Помірна інтоксикація включає додаткові відхилення, такі як гіперактивні кишкові шуми, високий кров'яний тиск і гіпертермія; температура може досягати 40 °C (104 °F). Гіперактивні рефлекси і клонус в помірних випадках можуть бути більше в нижніх кінцівках, ніж у верхніх. Психічні зміни включають підвищену пильність або безсоння і збудження. Важкі симптоми включають сильне збільшення частоти серцевих скорочень і артеріального тиску, що може привести до шоку. У небезпечних для життя випадках температура може піднятися до 41,1 °C (106,0 °F). Інші порушення включають метаболічний ацидоз, рабдоміоліз, судоми, ниркову недостатність і дисеміноване внутрішньосудинне згортання крові; ці ефекти зазвичай виникають як наслідок гіпертермії.
Симптоми часто описуються як клінічна тріада аномалій:
- Когнітивні ефекти: головний біль, збудження, гіпоманія, психічна сплутаність свідомості, галюцинації, кома
- Вегетативні ефекти: тремтіння, пітливість, гіпертермія, звуження судин, тахікардія, нудота, діарея.
- Соматичні ефекти: міоклонус (посмикування м'язів), гіперрефлексія (проявляється клонусом), тремор.

## Причина
Велика кількість ліків та вуличних препаратів може спричинити серотоніновий синдром, якщо приймати його окремо у високих дозах або в комбінації з іншими серотонінергічними препаратами. У таблиці нижче перераховані деякі з цих препаратів.
| Клас            | Препарати, які можуть викликати серотоніновий синдром |
| --------------- | --- |
| Антидепресанти  | Інгібітори моноаміноксидази (МАО -інгібітори), ТЦА, СІЗЗС, SNRI, нефазодон, тразодон |
| Опіоїди         | Декстропропоксифен, трамадол, тапентадол, петидин (меперидин), фентаніл, пентазоцин, бупренорфін оксикодон, гідрокодон                                                                                     |
| Стимулятори ЦНС | MDMA, MDA, метамфетамін, лісдексамфетамін, амфетамін, фентермін, амфепрамон (діетилпропіон), агенти, що вивільняють серотонін, такі як заміщені галюциногенні амфетаміни, сибутрамін, метилфенідат, кокаїн |
| Агоністи 5-HT1  | Триптани |
| Психоделіки     | 5-метокси-діізопропілтриптамін, альфа-метилтриптамін,ЛСД |
| Трави           | Звіробій, сирійська рута, женьшень Panax, мускатний горіх, Йохімбе |
| Інші            | Триптофан, L-допа, вальпроат, буспірон, літій, лінезолід, декстрометорфан, 5-гідрокситриптофан, хлорфенірамін, рисперидон, оланзапін, ондансетрон, гранісетрон, метоклопрамід, ритонавір, метаксалон       |

Багато випадків серотонінової токсичності виникають у людей, які вживали комбінації препаратів, синергічно збільшуючи синоптичний серотонін. Вона також може виникнути через передозування одного серотонінергічного агента. Комбінація MAOIs з прекурсорами, такими як L-триптофан або 5-HTP, представляє особливо великий ризик розвитку небезпечного для життя серотонінового синдрому. Випадок комбінації МАОІ з агоністами триптаміну (широко відомими як аяхуаска) може представляти таку ж небезпеку, як і їх комбінація з прекурсорами, але це явище було описано в загальних рисах як «ефект сиру». Багато МАОІ необоротно інгібують моноаміноксидази. У разі незворотних інгібіторів може знадобитися не менше чотирьох тижнів для заміни цього ферменту в організмі. Що стосується трициклічних антидепресантів, тільки кломипрамін і іміпрамін мають ризик виникнення СС.
Багато лікарських препаратів можуть помилково вважатися причиною серотонінового синдрому. Наприклад, в деяких випадках атипові антипсихотики були пов'язані з серотоніновим синдромом, але, судячи з фармакології, вони навряд чи можуть викликати цей синдром. Також було висловлено припущення, що міртазапін не має значних серотонінергічних ефектів і тому не є препаратом подвійної дії. Бупропіон також імовірно може викликати серотоніновий синдром, хоча, оскільки немає доказів того, що він має значну серотонинергічну активність, вважається малоймовірним, що він може викликати синдром. У 2006 році Управління з контролю за продуктами і ліками США випустило попередження про те, що спільне застосування SSRIs або SNRIs і тріптанових препаратів або сибутраміну може призвести до тяжких випадків серотонінового синдрому. Це було оскаржене іншими дослідниками, оскільки жоден з випадків, про які повідомило FDA, не відповідав критеріям Хантера для серотонінового синдрому. Однак цей стан виникало в несподіваних клінічних ситуаціях, і через фенотипічні варіації серед людей воно було пов'язане з несподіваними препаратами, включаючи міртазапін.
Відносний ризик і тяжкість серотонінергічних побічних ефектів і серотонінової токсичності при використанні окремих препаратів і їх комбінацій складні. Про серотоніновий синдром повідомлялося у пацієнтів різного віку, включаючи літніх людей, дітей і навіть новонароджених немовлят в результаті внутрішньоутробного впливу. Серотонінергічна токсичність SSRIs збільшується зі збільшенням дози, але навіть при передозуванні вона недостатня, щоб викликати летальний результат від серотонінового синдрому у здорових дорослих. Підвищення рівня серотоніну в центральній нервовій системі зазвичай досягає потенційно смертельного рівня тільки при змішуванні препаратів з різними механізмами дії. Різні препарати, крім ІСПІ, також мають клінічно значиму дію в якості інгібіторів зворотного захоплення серотоніну (наприклад, трамадол, амфетамін і МДМА) і пов'язані з важкими випадками синдрому.
Хоча найбільш значним ризиком для здоров'я, пов'язаним з передозуванням опіоїдів, є пригнічення дихання, у людини все ж можливий розвиток серотонінового синдрому від деяких опіоїдів без втрати свідомості. Однак в більшості випадків серотоніновий синдром, пов'язаний з опіоїдами, пов'язаний з одночасним прийомом серотерпенових препаратів, таких як антидепресанти. Проте, нерідко люди, які беруть опіоїди, також беруть антидепресанти через коморбідність болю і депресії.
Випадки, коли причиною серотонінового синдрому є тільки опіоїди, зазвичай спостерігаються при прийомі трамадолу, оскільки він володіє подвійним механізмом дії, будучи інгібітором зворотного захоплення серотоніну-норадреналіну. Серотоніновий синдром, викликаний трамадолом, може бути особливо проблематичним, якщо людина, що приймає препарат, не знає про пов'язаних з ним ризиків і намагається самостійно усунути такі симптоми, як головний біль, збудження і тремор за допомогою додаткових опіоїдів, що ще більше погіршує стан.

## Патофізіологія
Серотонін — це нейромедіатор, учасний у багатьох важливих біологічних процесах, включаючи агресію, біль, сон, апетит, тренування, депресію, мігрень та блювання. У людей ефект від виходу серотоніна вперше був відмінений у 1960 році у пацієнтів, які отримували інгібітор моноаміноксидази (МАОІ) та триптофан. Синдром викликається збільшенням серотоніну в центральній нервовій системі.. Спочатку передбачалося, що для розвитку синдрому відповідає агонізм 5-HT1A-рецепторів у центральних системах ядра та довгастому мозку. Дальні дослідження показали, що значний внесок у розвиток цього стану забезпечує виняткову стимуляцію переважно 5-HT2A рецепторів. Рецептор 5-HT1A все ще може вносити свій вклад через фармакодинамічну взаємодію, при якій підвищуються синаптичні концентрації, агоніст серотоніну насичує всі підтипи рецепторів. Крім того, певна роль може відтворювати центрально-енергетичну гіперактивність ЦНС, завдяки серотоніновому синдрому підвищується концентрація норадреналіну в ЦНС, а його рівень корелює з клінічним результатом. Інші нейротрансміттери також можуть грати певну роль; антагоністичні рецептори NMDA та ГАМК були запропоновані як вплив на розвиток синдрому. Токсичність серотоніну більш виражена після допоміжних доз і передозувань, і вони спливають у континуум з токсичними ефектами передозування.

### Концепція спектру
Постульована «концепція спектра» серотонинової токсичності підкреслює роль, яку відіграє прогресивно підвищений рівень серотоніну в опосередкування клінічної картини, коли побічні ефекти переходять в токсичність. Взаємозв'язок «доза-ефект» — це ефект прогресуючого підвищення рівня серотоніну, або шляхом підвищення дози одного препарату, або поєднання його з іншим серотонинергічним препаратом, який може викликати значне підвищення рівня серотоніну. Деякі експерти вважають за краще терміни серотонинова токсичність або серотоніновий токсідром, щоб більш точно відобразити, що це форма отруєння.

## Діагностика
Специфічного тесту на серотоніновий синдром не існує. Діагноз ставиться на підставі спостереження за симптомами і вивчення історії хвороби. Було запропоновано кілька критеріїв. Перші оцінені критерії були представлені в 1991 році Гарві Стернбахом. Пізніше дослідники розробили правила прийняття рішень за критеріями токсичності Хантера, які володіють кращою чутливістю і специфічністю, 84 % і 97 %, відповідно, в порівнянні з золотим стандартом діагностики медичним токсикологом. Станом на 2007 рік критерії Стернбаха все ще були найбільш часто використовуваними.
Найбільш важливими симптомами для діагностики серотонінового синдрому є тремор, крайня агресивність, акатизія або клонус. Фізичне обстеження пацієнта має включати оцінку глибоких сухожильних рефлексів і ригідності м'язів, сухості слизової рота, розміру і реактивності зіниць, інтенсивності кишкових шумів, кольору шкіри, наявності або відсутності пітливості. Анамнез пацієнта також грає важливу роль в діагностиці, дослідження повинні включати розпитування про використання рецептурних і безрецептурних препаратів, заборонених речовин і дієтичних добавок, оскільки всі ці агенти були пов'язані з розвитком серотонінового синдрому. Щоб відповідати критеріям Хантера, пацієнт повинен приймати серотонінергічний препарат і відповідати одному з наступних умов:
- Спонтанний клонус, або
- Індукований клонус плюс збудження або діафорез, або
- Очний клонус плюс збудження або діафорез, або
- тремор плюс гіперрефлексія, або
- Гіпертонус плюс температура > 38 °C (100 °F) плюс очний клонус або індукований клонус

### Диференціальний діагноз
Серотонинова токсичність має характерну картину, яку зазвичай важко сплутати з іншими медичними станами, але в деяких ситуаціях вона може залишитися нерозпізнаною, оскільки її можуть прийняти за вірусне захворювання, тривожний розлад, неврологічний розлад, отруєння антихолінергічними препаратами, токсичність симпатомиметиків або погіршення психічного стану. Стан, який найчастіше плутають з серотоніновим синдромом, — це нейролептичний злоякісний синдром (НМС). Клінічні особливості нейролептичного злоякісного синдрому і серотонінового синдрому мають деякі спільні риси, які можуть ускладнити їх диференціацію. При обох станах розвивається вегетативна дисфункція і змінений психічний стан. Однак насправді це зовсім різні стани з різною дисфункцією (надлишок серотоніну проти блокади дофаміну). Тимчасовий перебіг і клінічні особливості НМС значно відрізняються від таких при серотониновій токсичності. Серотонинова токсичність має швидкий початок після прийому серотонінергічного препарату і відповідає на блокаду серотоніну, наприклад, такими препаратами, як хлорпромазин і ципрогептадин. Блокада дофамінових рецепторів (НМС) має повільний початок, зазвичай розвивається протягом декількох днів після прийому нейролептичного препарату і відповідає на агоністи дофаміну, такі як бромокриптин.
Диференціальний діагноз може бути ускладнений у пацієнтів, які нещодавно зазнали впливу серотонінергічних і нейролептических препаратів. Брадикінезія і екстрапірамідна ригідність «свинцевих труб» класично присутні при НМС, тоді як серотоніновий синдром викликає гіперкінезію і клонус; ці відмінні симптоми можуть допомогти в диференціації.

## Лікування
Лікування засноване, перш за все, на припинення прийому препаратів, що викликали напад, призначення антагоністів серотоніну, таких як ципрогептадин, і підтримуючої терапії, що включає контроль збудження, контроль вегетативної нестабільності і контроль гіпертермії. Крім того, особам, які прийняли великі дози серотонінергічних засобів, може бути корисно знезараження шлунково-кишкового тракту активованим вугіллям, якщо його можна прийняти протягом години після передозування. Інтенсивність терапії залежить від тяжкості симптомів. Якщо симптоми легкі, лікування може складатися тільки з припинення прийому ліків або ліків, що провокують передозування, підтримуючих заходів, прийому бензодіазепінів для зняття міоклонусу і очікування зміни симптомів. У випадках середньої тяжкості необхідно усунути всі теплові та кардіореспіраторні порушення, а також призначити антагоністи серотоніну. Антагоніст серотоніну ципрогептадин є рекомендованою початковою терапією, хоча контрольованих досліджень, які підтверджують його ефективність при Серотоніновому синдромі, не проводилося. Незважаючи на відсутність контрольованих досліджень, існує ряд повідомлень про випадки, в яких детально описується явне поліпшення стану після прийому ципрогептадина. Експерименти на тваринах також свідчать про користь антагоністів серотоніну. Ципрогептадин випускається тільки у вигляді таблеток і тому може призначатися тільки перорально або через назогастральний зонд; він навряд чи буде ефективним у людей, які приймають активоване вугілля, і має обмежене застосування в важких випадках. Прийом ципрогептадина можна припинити, коли людина більше не відчуває симптомів, а період напіврозпаду серотонінергічних препаратів уже пройшов.
Додаткове фармакологічне лікування в важких випадках включає призначення атипових антипсихотичних препаратів з активністю антагоніста серотоніну, таких як оланзапін. Критично хворі люди повинні отримувати перераховані вище методи лікування, а також седативні засоби аби уникнути нервово-м'язового паралічу. Люди з вегетативною нестабільністю, такий як низький кров'яний тиск, вимагають лікування симпатоміметиками прямої дії, такими як адреналін, норадреналін або мезатон. І навпаки, гіпертонію або тахікардію можна лікувати антигіпертензивними препаратами короткої дії, такими як нітропрусид або есмолол; препаратів більш тривалої дії, таких як пропранолол, слід уникати, оскільки вони можуть привести до гіпотонії і шоку. Причина токсичності або накопичення серотоніну є важливим фактором у визначенні курсу лікування. Серотонін катаболізується моноаміноксидазою А в присутності кисню, тому, якщо подбати про запобігання небезпечного стрибка температури тіла або метаболічного ацидозу, насичення киснем допоможе вивести надлишок серотоніну. Той же принцип застосуємо і до алкогольної інтоксикації. У випадках серотонінового синдрому, викликаного інгібіторами моноаміноксидази, оксигенація не допоможе вивести серотонін. У таких випадках основним завданням є гідратація, поки фермент не відновиться.

### Збудження
Для деяких симптомів може знадобитися специфічне лікування. Одним з найбільш важливих методів лікування є контроль збудження через надзвичайну можливість нанесення травм самій людині або особам, які здійснюють догляд, при перших ознаках цього слід призначити бензодіазепіни. Фізичні обмеження не рекомендуються при порушенні або делірій, так як вони можуть сприяти смертності, змушуючи ізометрично скорочувати м'язи, що пов'язано з важким молочнокислим ацидозом і гіпертермією. Якщо фізичні обмеження необхідні при сильному збудженні, вони повинні бути швидко замінені фармакологічною седацією. Порушення може викликати значне руйнування м'язів. Цей розпад може спричинити серйозні пошкодження нирок в результаті стану, так званого рабдоміолізу.

### Гіпертермія
Лікування гіпертермії включає зниження м'язової гіперактивності з допомогою седації бензодіазепіном. У більш важких випадках може знадобитися м'язовий параліч за допомогою векуронію, інтубація і штучна вентиляція легень. Суксаметоній не рекомендується для м'язового паралічу, оскільки він може збільшити ризик серцевої дизритмії через гіперкаліємію, пов'язаної з рабдоміолізом. Жарознижуючі засоби не рекомендуються, оскільки підвищення температури тіла пов'язане з м'язовою активністю, а не з порушенням гіпоталамічного температурного задатчика.

## Прогноз
Після припинення прийому серотонінергічних препаратів більшість випадків серотонінового синдрому проходять протягом 24 годин, хоча в деяких випадках делірій може зберігатися протягом декількох днів. Симптоми зазвичай зберігаються протягом більш тривалого часу у пацієнтів, які приймають препарати з тривалим періодом напіввиведення, активними метаболітами або тривалим терміном дії.
В окремих випадках відзначаються зберігаються хронічні симптоми, а припинення прийому антидепресантів може сприяти збереженню симптомів. Після відповідного медичного лікування серотоніновий синдром зазвичай має сприятливий прогноз.

## Епідеміологія
Епідеміологічні дослідження серотонінового синдрому утруднені, оскільки багато лікарів не знають про діагноз або можуть пропустити синдром через його мінливі прояви. У 1998 році дослідження, проведене в Англії, показало, що 85 % лікарів загальної практики, які призначили антидепресант нефазодон, не знали про серотоніновий синдром. Захворюваність може збільшуватися, оскільки в даний час в клінічній практиці використовується більша кількість просеротонінергічних препаратів (препаратів, що підвищують рівень серотоніну). В одному з досліджень постмаркетингового спостереження було виявлено 0,4 випадків на 1000 пацієнтів-місяць серед пацієнтів, що приймали нефазодон. Крім того, вважається, що приблизно у 14-16 відсотків людей, передозування РСІ, розвивається серотоніновий синдром.

## Помітні випадки
Найбільш широко відомим прикладом серотонінового синдрому стала смерть Ліббі Зайон в 1984 році. Зайон була студенткою першого курсу Беннінгтонського коледжу, вона померла 5 березня 1984 року в віці 18 років. Вона померла протягом 8 годин після екстреної госпіталізації в нью-йоркську лікарню Корнельського медичного центру. У неї була постійна депресія, і увечері 4 березня 1984 року вона поступила в лікарню на Манхеттені з високою температурою, порушенням і «дивними посмикуваннями» тіла. Часом вона здавалася дезорієнтованою. Лікарі відділення невідкладної допомоги не змогли остаточно діагностувати її стан, але госпіталізували її для гідратації і спостереження. Її смерть була викликана комбінацією петидину і фенелзину. Петидин виписав лікар-інтерн. Цей випадок вплинув на вищу медичну освіту і робочий час в ординатурі. Були встановлені обмеження на тривалість робочого дня для аспірантів, яких зазвичай називають інтернами або ординаторами, в програмах навчання в лікарнях, і тепер вони також вимагають більш ретельного контролю з боку старшого лікаря.